# Álbum ilustrado
Se conoce por álbum ilustrado o libro-álbum a toda obra literaria caracterizada, en primer lugar, por aunar en una misma página un contenido textual y un contenido ilustrado que mantienen una relación de interdependencia, lo que significa que uno no puede ser entendido en su totalidad sin el otro; ambos se complementan, aportando conexión, coherencia y contenido a la obra literaria. En segundo lugar, en el libro álbum el significado se forma también a través de pautas de diseño gráfico y muchas otras decisiones editoriales como el formato, el tamaño, el tipo de papel, etc. Dos ejemplos de álbum ilustrado son El zoológico de Anthony Browne y Lily takes a walk de Satoshi Kitamura.
En el libro álbum, las imágenes tienen una gran voluntad narrativa y pueden por sí solas contar eficazmente una historia. Un libro álbum cuenta con una preeminencia del lenguaje visual, pero la comunicación se da en su alternancia con el lenguaje escrito. Un libro álbum apela al tacto, a la percepción de colores, de formas, a las evocaciones y sonidos de las palabras, que promueven un complejo discurso que resuena y construye modos de leer. Te sumerge en un mundo completamente nuevo, en un sinfín de nuevos sentidos.
Es un género literario propio de la literatura infantil y juvenil (LIJ), no obstante, es leído y disfrutado tanto por niños y jóvenes, como por adultos, incluidos cientos de especialistas.
Empezó a tomar forma a finales del siglo XIX y mediados del XX. Su nacimiento se sitúa en 1931 con la publicación de Historia de Babar, el pequeño elefante de Jean Brunhoff, donde por primera vez el libro-objeto combinó la articulación de texto, imagen y soporte editorial. Antes de la existencia Babar, el libro álbum se alimentó de una larga historia de la literatura infantil, desde los cuentos de hadas recopilados por Charles Perrault en 1697 y los de Madame d'Aulnoy en 1698, más adelante por el libro de advertencia Pedro Melenas de Heinrich Hoffmann lleno de humor negro (1845), hasta llegar a obras más parecidas a las que se venden actualmente, como The Tale of Peter Rabbit de Beatrix Potter en 1901. En la actualidad, este género, dado que nos encontramos en la época dominada por las imágenes, se encuentra en su "edad de oro", ya que son numerosas las editoriales que apuestan por este formato, más visual y práctico a la hora de transmitir ideas que bien pueden ser sencillas o complejas.

## Características

### Unión del código escrito y visual
Hay que hacer una diferencia clara entre libro álbum y libro ilustrado con base en la relación que mantienen sus códigos visual y escrito. En el libro ilustrado las imágenes sirven como un accesorio del texto, aportan un tipo de atmósfera o una fuerza particular a lo que está escrito. Un ejemplo es la edición de Piel de asno de la editorial Zendrera Zariquiey, en donde las ilustraciones que muestran al padre de la princesa como una sombra que la persigue generan terror en el observador, sin embargo, el texto por sí mismo es una unidad independiente que, sin las imágenes, puede ofrecer una lectura completa de la ficción. Este tipo de relación es de interconexión. Por más bellas o potentes que sean las imágenes que acompañan a un texto, si este puede, por si sólo, aportar un entendimiento entero de la historia y sus significados, se trata de un libro ilustrado y no de un libro álbum.
Por otro lado, la relación que mantienen los códigos de un libro álbum es de interdependencia, uno no puede prescindir del otro para formar el sentido de la ficción. Generalmente el texto es breve y las ilustraciones se muestran a doble página en una forma amplio. Un ejemplo que cumple con este tipo de relación es Ahora no, Bernardo de David McKee, porque sin los diálogos escritos no sabríamos de la necesidad que Bernardo tiene por la atención de sus padres y sin las imágenes no sabríamos el estado de abandono en que sus padres lo tienen. El texto y las ilustraciones son dependientes, y si quitáramos uno de los dos el libro álbum quedaría incompleto y sin sentido.
Existe una tensión entre las imágenes y las palabras, ya que las primeras invitan a observar a detalle, a detenerse, mientras que las segundas generan una necesidad de seguir avanzando para no interrumpir el flujo narrativo.  En los libro álbum hay una ruptura de la forma tradicional de leer porque no puedes privilegiar las letras sobre las imágenes, que en los libros ilustrados pueden pasarse por alto, ya que funcionan como un apéndice del texto escrito. Pasa lo contrario en los libro álbum, un género en que los lectores tienen que decidir si empezar a leer el texto o las imágenes, pero donde siempre tienen que adentrarse en ambos códigos: "la tensión entre el texto y las imágenes es el tema principal de estos álbumes ilustrados. El descubrimiento visual, el aislamiento de las cosas y la disrupción del contexto tradicional originan la transformación y exigen una mayor conciencia cognitiva por parte de observador [...] las imágenes transforman el significado de las palabras".  El lenguaje entre el código escrito y el visual es dual e interdependiente.

### Materialidad
"El texto, la imagen y el soporte son los tres grandes elementos que componen un álbum" . El soporte se refiere al libro álbum como un objeto tangible e importante para la formación de significado, en el que las decisiones editoriales son vitales. Muchas veces incluso se toman estas decisiones sin haber escrito el texto. Los elementos más destacados de esta materialidad son:
1. Las guardas: "son esas páginas que funcionan como bisagra entre la tapa y la tripa de un libro. Cubren el reverso de la portada y el reverso de la contraportada".[1] Este elemento generalmente está vacío en los libros para adultos, mas en los libro álbum son un espacio vital que puede tener diversas intenciones: anticipar la historia, generar una atmósfera, adelantar el tono del relato, provocar curiosidad, entre otras que se decidan en el proceso creativo y editorial. Un ejemplo claro de guardas que producen significado son las de Nana Vieja de Margaret Wild.[1]
2. El formato: "existen tres formatos básicos: el cuadrado, el rectangular tipo retrato o portrait y el apaisado"[1] y cuando se trata de un libro álbum la decisión por uno de estos tres formatos depende de lo que se necesite para proyectar mejor las ilustraciones. Por ejemplo en King Kong de Anthony Browne se elige el formato rectangular para presentar el cuerpo humano y el del gorila. Mientras que en El expreso polar de Chris Van Allsburg se elige el apaisado para mostrar escenas de paisajes. Esto prueba que todo detalle del libro álbum es intencionado, nada puede ser gratuito.[1]
3. La doble página: "módulo de distribución espacial determinante para el desarrollo secuencial de la historia".[1] Todos, o casi todos, los libro álbum están a doble página porque esta elección editorial permite traspasar los límites imaginarios entre una página y otra, muchas veces los personajes se mueven entre páginas en una sola secuencia para provocar una sensación de continuidad. La doble página permite muchos otros tipo de juegos entre las líneas materiales de las hojas y los códigos escrito y visual, como la contradicción, cuando una página dice una cosa y la que sigue lo contrario; la simultaneidad de historias, cuando dos cosas pasan al mismo tiempo; y la presentación de detalles en un amplio espectro visual.[1] Muchos críticos consideran la doble página como un elemento propio y capital del libro álbum.[4]

### Papel activo de los lectores
La tensión entre seguir leyendo las palabras y detenerse en las imágenes genera vacíos que el lector debe de llenar con sus conclusiones guiadas por todos los elementos del libro álbum. Los detalles de las ilustraciones puede revelar las causas de una trama; pueden provocar reflexiones sociales profundas como en El Zoológico de Anthony Browne; o pueden contradecir al texto, como en Lily takes a walk de Satoshi Kitamura. Un lector pasivo, que espera recibir toda la información de manera directa y lineal, no podrá hacer las inferencias necesarias para profundizar en todos los niveles narrativos del libro álbum. Un lector activo, que hace conexiones entre elementos, adivina, coloca su propia experiencia vital y con otros textos, es el lector necesario para descifrar obras como El Zoológico o Lily takes a walk. Los niños suelen ser mejores que los adultos para leer (con todo lo que implica esta palabra) estos libros porque se acercan sin prejuicios y, sobre todo, porque están dispuestos a leer el libro muchas veces: "[los niños] En realidad no leen el mismo libro: se adentran más y más en su significado. Demasiado a menudo, los adultos perdemos la habilidad de leer de esta forma los álbumes ilustrados, pues ignoramos la totalidad y consideramos las ilustraciones como mera decoración". No basta con observar las imágenes y leer las letras una sola vez, por lo general, se necesita más de una lectura para dar significado a todos los vacíos, las conexiones, las sugerencias y hasta lo que no se dijo ni mostró en la obra.

## Historia

### El primer libro para niños: Orbis pictus

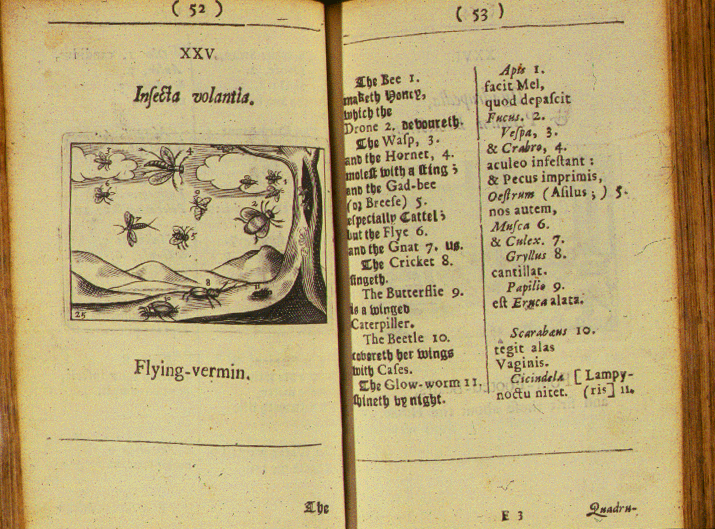
En estas páginas del Orbis Pictus se observa como la imagen es parte de una explicación.

En 1658 Jan Amos Komeski o Comenius, como se le conocía por la latinización de su nombre, publicó el que se considera como el primer libro pensado, editado y vendido para la población infantil: el Orbis sensualium pictus u Orbis Pictus (El mundo en imágenes), una enciclopedia en latín que nombraba los objetos del universo, desde los cuerpos celestes en el cielo hasta el mundo concreto, con la particularidad de que incluía imágenes y al principio del texto invitaba amablemente al lector, pues Comenius repudiaba la educación rígida y basada en la repetición, y se planteó utilizar el sentido de la vista para instruir a los niños. Preparó grabados en madera para ilustrar el Orbis Pictus y hasta incluyó una rueda giratoria que podía ser manipulada para entender el movimiento de la tierra, uno de los primeros mecanismos móviles, que luego sería tan propio de la literatura para niños como las ilustraciones. En el prólogo del libro Comenius dice: "¡Las imágenes y la nomenclatura de todas las cosas fundamentales del mundo y de las acciones de la vida!", en esta afirmación ya se ve el principio del binomio imagen/texto que permeará la literatura infantil y juvenil.
El pensamiento que Comenius puso en el Orbis Pictus dio inicio a una concepción diferente a lo que se había visto hasta entonces sobre la enseñanza y a la concepción misma de infancia. Durante la Edad Media y el Renacimiento los niños se consideraba adultos en el momento en que podían trabajar, entre los cinco y seis años de edad, y no se fabricaban productos, como ropa o alimentos, exclusivos para ellos, mucho menos libros. Sin embargo, el Orbis Pictus sí estaba pensando para llamar su atención y hacer el aprendizaje ameno. La idea de que se debía dar una atención y educación particular a los niños tomaría fuerza hasta el siglo siguiente, en plena Ilustración, con obras como Emilio (1762) de Rousseau. Es hasta la segunda mitad del siglo XIX que se empezará a gestar el concepto de infancia relacionado con la inocencia y a la dulzura que prevalece hasta nuestros días. Una de las primeras obras donde se retrata a niños cándidos y dulces, como habitantes de un mundo mucho más inocente que el de los adultos, es Mother Goose, una colección de poemas para niños publicada en 1881 por Kate Greenaway.

### El primer libro álbum: La historia de Babar
Debido a la tuberculosis Hean de Brunhoff (1899-1937) se vio obligado a separarse de su familia para buscar descanso. Entonces concibió una historia que engendraría el concepto de libro álbum: la del elefantito Babar, quien tiene que huir de la selva después de que un cazador mata a su mamá, y se convierte en un burgués de ciudad. La historia de Babar, el pequeño elefante se publicó en 1931 y "en ese objeto se articulan texto, imagen y soporte. La doble página se convierte en la unidad central y global de la expresión, que se reparte entre texto e imagen" a diferencia de todos los libros anteriores, este se concibe por su autor como un libro objeto, en que cada detalle editorial fue decidido por él con una intención. Fue el primer libro impreso a gran formado (37 × 27) para los niños, justo como la gran mayoría de los libro álbum actuales. Otra de sus particularidades, hoy indispensables en obras como Voces en el parque de Anthony Browne, fue el uso de una tipografía específica, la cursiva.
Babar marcó la concepción de los libro álbum actual en que las imágenes son inseparables del texto y la materialidad del libro es más que un soporte porque forma parte del contenido y significado de la obra.

### Libro álbum en la Argentina

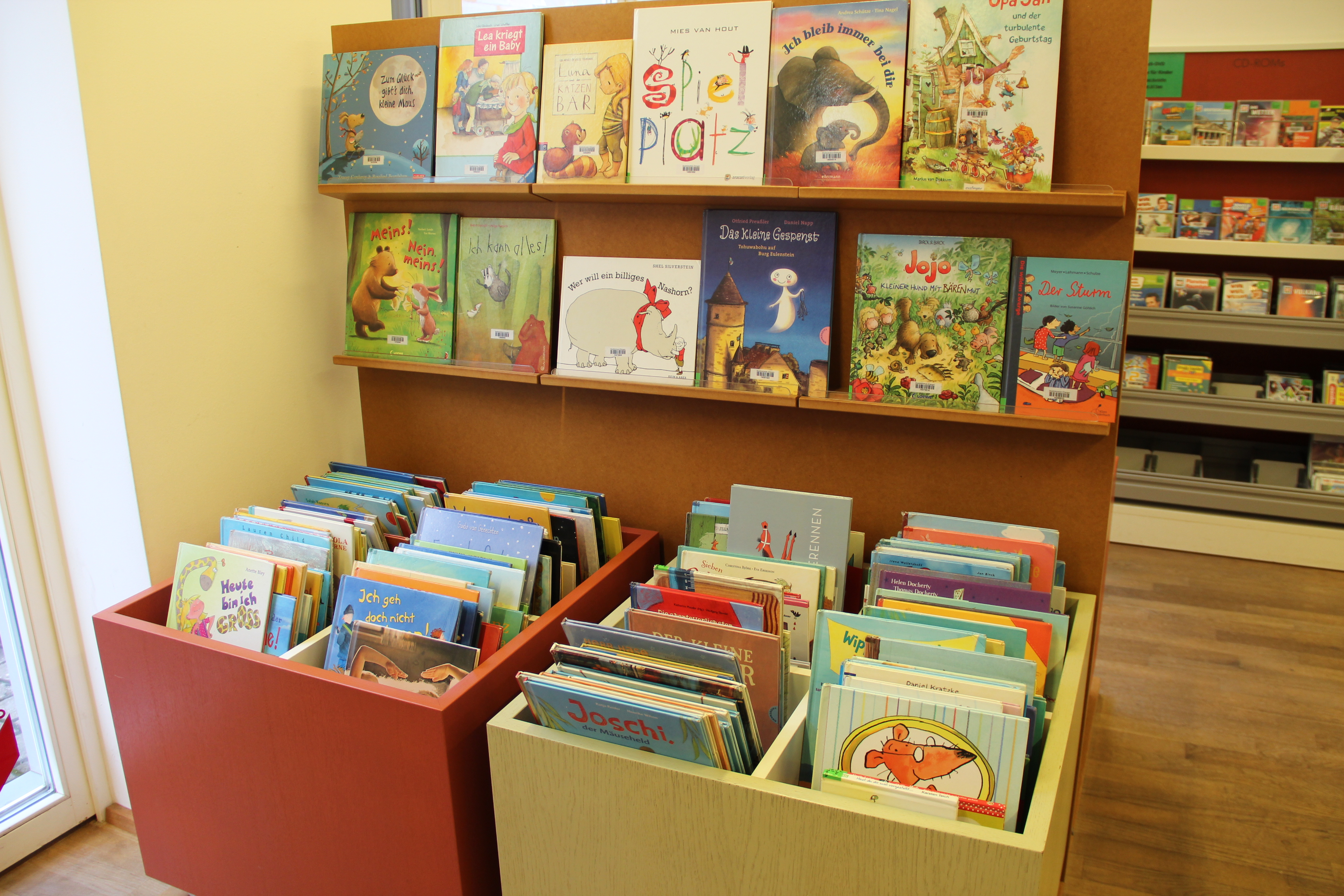
La línea, de Beatriz Doumerc y Ayax Barnes, es considerado un símbolo de la literatura infantil argentina. Publicado originalmente en 1975.

El poco espacio otorgado en Argentina a uno de los géneros más pujantes y creativos de los últimos tiempos contradice la presencia significativa que éste tiene en importantes centros de difusión e investigación y en publicaciones sobre literatura infantil de todo el mundo; en los últimos años cada vez más teóricos especializados en literatura infantil de diversos países han publicado artículos que reflexionan sobre el libro álbum. A esto debemos sumar el trabajo de promoción que en Argentina vienen realizando desde hace años organizaciones, bibliotecas infantiles y especialistas vinculados a la difusión del libro para niños. Paradójicamente este esfuerzo no ha obtenido los resultados deseables con respecto a la edición del libro álbum en Argentina, y su conocimiento por parte de los lectores.

## Explosión del género
Actualmente los libro álbum desbordan los estantes de las librerías y son, al mismo tiempo, una lectura que necesita de una interpretación activa y la primera lectura de la infancia, puesto que cientos de padres de familia compran libros de este género para los más pequeños, aunque también cualquier joven y adulto los pueda disfrutar. Estos libros son, muchas veces, el centro de eventos tan importantes como Feria Internacional del Libro Infantil y Juvenil Bolonia. Algunos de los títulos reconocidos y vendidos en el mundo son:
- Sendak, Maurice. Donde viven los monstruos.
- Browne, Anthony. Gorila.
- Browne, Anthony. El libro de los cerdos.
- Browne, Anthony. Mi mamá.
- Browne, Anthony. Mi papá.
- Browne, Anthony. Willy el tímido.
- Browne, Anthony. Voces en el Parque.
- van Allsburg, Chris. Jumanji.
- van Allsburg, Chris. El expreso polar.
- van Allsburg, Chris. Los misterios del señor Burdick.
- Rosen, Michael & Blake, Quentin. El libro triste.
- Dahl, Roald & Blake, Quentin. ¡Qué asco de bichos!
- Anno, Mitsumasa. El viaje de Anno.
- de Paola, Tomie. Oliver Button es un nena.
- Werner, Holzwarth & Erlbruch, Wolf. El topo que quería saber quién había hecho aquello en su cabeza.
- Carter, David A. El punto rojo.
- Cole, Babette. Mamá ha puesto un huevo o cómo se hacen los niños.
- Lionni, Leo. Frederick.
- Lionni, Leo. Pequeño azul, pequeño amarillo.
- Turín, Adelas & Bosnia, Nella. Arturo y Clementina.
- Ungerer, Tomi. Los tres bandidos.
- Elzbieta. Flon-Flon y Musina.
- Falconer, Ian. Olivia.
- McBratney, Sam & Jeram, Anita. Adivina cuánto te quiero.
- Kitamura, Satoshi. En el desván.
- Pacovská, Kveta. El pequeño rey de las flores.
- Traxler, Hans. La aventura formidable del hombrecillo indomable.
- Vaugelade, Anaïs. De como Fabián acabó con la guerra.
- Dautremer, Rebecca. Princesas olvidadas o desconocidas.
- Lechermeier, Philippe & Dautremer, Rebecca. Cyrano
- Lacombe, Benjamin & Perez.S. Libro de brujas y hechizos.
- Lacombe, Benjamin & Perez.S. El Herbario de las Hadas.
- Liao, Jimmy. Desencuentros.
- Liao, Jimmy. La noche estrellada.
- Lee, Suzy. La ola.
- Pi Andreu, Andrés. La abeja de más.
- Pi Andreu, Andrés. La ventana infinita.
- Mireya Tabuas. Azul y rojo.